# Hugues IV de Rethel
Hugues IV, mort en 1285, fut comte de Rethel de 1272 à 1285. Il était fils de Manassès V, comte de Rethel, et d'Élisabeth d'Écry. 

## Biographie
Il eut un différend avec l'un de ses vassaux, Colard le Roux, seigneur de Lumes, et s'empara de ses biens. Sa fille Jeanne sera condamnée en 1323 par le parlement à indemniser Colard.
Il épousa d'abord vers 1268 Agnes de Chiny, dame d'Agimont et de Givet. Ils n'eurent pas d'enfant.
Il se remaria ensuite vers 1270 avec Marie d'Enghien, dame de Thieusies, fille de Gautier Ier dit le Grand d'Enghien et Marie de Rethel, suivant Dictionnaire généalogique et héraldique des familles nobles, Vol. 2 (Enghien conversano) de Félix-Victor Goethals.
Enfin, il épousa en troisièmes noces le 8 octobre 1275 Isabelle de Grandpré, fille d'Henri V, comte de Grandpré, et d'Isabeau de Brienne (fille d'Érard de Brienne-Ramerupt et de Philippa de Champagne), qui lui donna son unique enfant :
- Jeanne († 1328), mariée le 16 décembre 1290 Louis de Flandre-Dampierre († 1322), comte de Nevers et de Rethel.